# Seznam francoskih astrologov
Seznam francoskih astrologov.

## A
- Peter d'Ailly [Pierre d'Ailly]

## G
- Jacques Gaffarel
- Michel Gauquelin

## L
- Urbain-Jean Joseph Le Verrier

## M
- Jean-Baptiste Morin

## N
- Nostradamus

## R
- Dane Rudhyar

## V
- Vaticinia Nostradami